# Geosesarma angustifrons
Geosesarma angustifrons är en kräftdjursart som först beskrevs av Alphonse Milne-Edwards 1869.  Geosesarma angustifrons ingår i släktet Geosesarma och familjen Sesarmidae. Inga underarter finns listade i Catalogue of Life.